# Красне (заповідне урочище, Тростянецький район)
Красне — заповідне урочище в Україні, об'єкт природно-заповідного фонду Сумської області.
Розташований на захід від міста Тростянець на землях Становської сільської ради Тростянецького району, у лісовому фонді ДП «Тростянецьке лісове господарство»: (Нескучанське лісництво, кв. 71 (діл. 13, 15-17, 25.1).

## Опис
Площа урочища 16,2 га, статус — з 28.07.1970 року. 
Статус надано для високобонітетного дубово-ясеневого лісу природного походження із штучною домішкою модрини європейської віком понад 120 років. Входить до складу території Національного природного парку «Гетьманський».